# Maknyah
Mak nyah ([ˈMaʔ ˈɲa]), alternativamente escrito maknyah, é um termo vernáculo malaio para mulheres trans na Malásia. Ele surgiu no final dos anos 1980 para distinguir as mulheres trans de outras minorias.
O nome é preferido por mulheres trans da Malásia em oposição a vários termos depreciativos (ou seja, pondan e bapok), que eram anteriormente usados por Sarawakians quando se referiam a transexuais e travestis. Esses também são considerados insultos, que são direcionados a homens gays e a indivíduos transgêneros.  Embora menos usado, o termo pak nyah às vezes é usado para homens trans, e o termo híbrido mak-pak nyah para todos os indivíduos transgêneros. Adicionalmente nak nyah e xak nyah podem ser adotados para pessoas não-binárias.